# Phil Barber
Philip Andrew Barber, più conosciuto con il diminutivo Phil Barber (Tring, 10 giugno 1965) è un ex calciatore inglese, di ruolo centrocampista.

## Carriera
Nella stagione 1983-1984 gioca nella Southern Division della Southern Football League (settima divisione inglese) con i semiprofessionisti dell'Aylesbury Utd; nell'estate del 1984 si trasferisce al Crystal Palace, club di seconda divisione, con la cui maglia all'età di 19 anni esordisce tra i professionisti. Gioca da titolare nei Glaziers per diverse stagioni, conquistando anche una promozione in prima divisione al termine della stagione 1988-1989; gioca poi in questa categoria fino al termine della stagione 1990-1991, per un totale di 234 presenze e 35 reti in partite di campionato. Gioca inoltre anche nella finale della FA Cup 1989-1990, persa contro il Manchester United al replay per 1-0 dopo un iniziale pareggio per 3-3.
Dal 1991 al 1994 gioca nel Millwall, nuovamente in seconda divisione: nelle stagioni 1991-1992 e 1992-1993 disputa rispettivamente 26 e 46 partite, mentre nella stagione 1993-1994, conclusa con un terzo posto in classifica e quindi ad un passo dalla promozione in prima divisione, gioca 33 partite, per un totale di 110 presenze e 12 reti in partite di campionato con i Lions. Rimane tesserato del club anche nella stagione 1994-1995, che trascorre però in prestito al Plymouth, con cui comunque gioca solamente 4 partite in terza divisione. Nell'estate del 1995 si trasferisce gratuitamente al Bristol City, con cui nella stagione 1995-1996 gioca 3 partite in seconda divisione; trascorre però in realtà la maggior parte della stagione in prestito, prima al Mansfield Town e poi al Fulham. A fine stagione passa ai semiprofessionisti del Dover Athletic; continua a giocare fino al termine della stagione 2002-2003, ma sempre in club semiprofessionistici.

## Palmarès

### Club

#### Competizioni regionali
- London Senior Cup: 1

Croydon: 2001-2002